# Cantone di Donzenac
Il Cantone di Donzenac era una divisione amministrativa dell'arrondissement di Brive-la-Gaillarde.
A seguito della riforma approvata con decreto del 24 febbraio 2014, che ha avuto attuazione dopo le elezioni dipartimentali del 2015, è stato soppresso.

## Composizione
Comprendeva i comuni di:
- Allassac
- Donzenac
- Sadroc
- Sainte-Féréole
- Saint-Pardoux-l'Ortigier
- Saint-Viance